# Institut Amnye-Machen
Pour les articles homonymes, voir Machen.
L’Institut Amnye-Machen ou Amnye Machen Institut (AMI) est un centre de recherche sur la culture, d’histoire et la société tibétaine laïque, fondé le 16 juillet 1992.

## Origine
L’Institut Amnye Machen a été fondé en 1992 par Tashi Tsering, Pema Bhum, Lhasang Tsering, Jamyang Norbu, quatre Tibétains en exil. 
Il a débuté avec l'aide financière du 14e Dalaï Lama, pour devenir le point de convergence de mouvements intellectuels et sociaux de la diaspora tibétaine en exil. L'institut a publié jusqu'en 1996 un magazine de controversé très lu, Mangtso (« Démocratie » en tibétain), et une revue érudite, Lungta (« Chevaux du vent » en tibétain).

## Objectifs
La confrontation majeur du Tibet au monde moderne s'est produite avec l'occupation communiste chinoise. Des visions déformées de l'histoire mondiale, de la politique, de l'art et de la science ont été mises en avant par les cadres chinois dont la propre compréhension de ces sujets, y compris le marxisme, était souvent simpliste. L'idéologie communiste est aujourd'hui remplacée par un matérialisme brut, dépourvu de valeurs démocratiques. En exil, les Tibétains ont lutté pour conserver leur culture et leur religion millénaire. Leur succès dans cette tâche, couplée à un conservatisme traditionnel, a entrainé une malencontreuse fermeture d'esprit à des changements culturels et intellectuels nécessaires à la survie des institutions et les idéologies tibétaines dans un monde en changement rapide. Également regrettable est le manque de contact avec les développements culturels et intellectuels de l'intérieur du Tibet et la négligence de la culture tibétaine laïque, partiellement en raison de la priorité de ressources et d'attention portées à la religion. Ces dernières années, cette focalisation s'est intensifiée par l'attraction qu'elle suscite en Occident. Cette disparité d'intérêt est évidente dans la traduction de centaines de travaux tibétains dans des langues étrangères, alors que seuls la Bible et un nombre limité d'autres livres ont été traduits en tibétain. 
L'Institut Amnye Machen a initié un mouvement pour répondre ces déséquilibres dans la vie intellectuelle, sociale et culturelle du peuple tibétain. L’institut entreprend des études systématiques et scientifiques de l'histoire, de la culture, de la société et de la politique tibétaine. 
L'Institut Amnye Machen étudie les cultures et les idéologies des nations qui ont influencé le cours de l'histoire tibétaine, insuffisamment examinées jusqu'à présent. Ces efforts sont dirigés vers l'ouverture et l'exploration de nouveaux horizons dans les études tibétaines et se focalisent sur les sujets importants tels que l'art tibétain contemporain, la littérature et les études des femmes qui ont reçu jusqu'ici une attention limitée. 

## Prix
- 1994 et 1996 Poul Lauritzen Prize for Freedom Award

## Collaborations externes
Le Centre de Cartographie du Tibet situé dans la région de Nice travaille à un projet de cartographie du Tibet en collaboration avec l'Institut Amnye Machen.
Le directeur de l'AMI, Tashi Tsering a été nommé consultant de l'Institut Namgyal de tibétologie par son directeur, Tashi Densapa. 